# Karolino (rejon brasławski)
Karolino – część wsi Rubież na Białorusi, w obwodzie witebskim, w rejonie brasławskim, w sielsowiecie Słobódka.
Dawniej kolonia.
W skorowidzach z 1923 i 1933 występuje pod nazwą Karolin.

## Historia
W czasach zaborów w guberni wileńskiej Imperium Rosyjskiego.
W latach 1921–1939 kolonia leżała w Polsce, w województwie nowogródzkim (od 1926 w województwie wileńskim), w powiecie brasławskim, w gminie Brasław.
Według Powszechnego Spisu Ludności z 1921 roku zamieszkiwało tu 45 osób, 25 było wyznania rzymskokatolickiego a 20 prawosławnego. Jednocześnie 5 mieszkańców  zadeklarowało polska przynależność narodową a 40 białoruska. Było tu 8 budynków mieszkalnych. W 1931 w 8 domach zamieszkiwało 45 osób.
Kolonia należała do parafii rzymskokatolickiej i prawosławnej w Brasławiu. W 1933 podlegała pod Sąd Grodzki w Brasławiu i Okręgowy w Wilnie; właściwy urząd pocztowy mieścił się w Brasławiu.